# Список кардиналов, возведённых антипапой Климентом VII

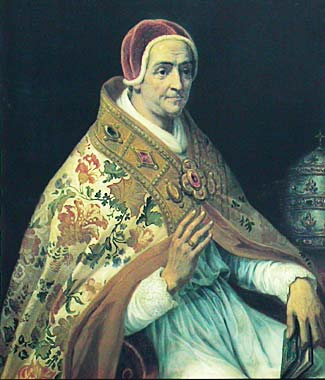
Антипапа Климент VII

Псевдокардиналы, возведённые антипапой Климентом VII — 34 прелата и клирика были возведены в сан кардинала на одиннадцати Консисториях за шестнадцать лет понтификата Климента VII.
Самой большой консисторией была Консистория от 23 декабря 1383 года, на которой было назначено девять кардиналов.

## Консистория от 18 декабря 1378 года
- Джакомо д’Итри, Титулярный латинский патриарх Константинопольский (Авиньонское папство);
- Никколо Бранкаччо, архиепископ Козенцы (Неаполитанское королевство);
- Пьер Амьель де Сарсена, O.S.B., архиепископ Эмбруна (королевство Франция);
- Пьер Раймон де Баррьер, C.R.S.A., епископ Отёна (королевство Франция);
- Николя де Сен-Сатурнен, O.P., магистр Священного дворца (Авиньонское папство);
- Леонардо Росси да Джиффони, O.F.M., 24-й генеральный министр своего ордена (Авиньонское папство).

## Консистория от 19 марта 1381 года
- Готье Гомес де Луна, епископ Пласенсии (королевство Кастилия).

## Консистория от 30 мая 1382 года
- Томмазо Клоссе, O.P., инквизитор веры, исповедник графа Амадея Савойского (Савойское графство);

## Консистория от 23 декабря 1383 года[1]
- Пьер де Кро, O.S.B., архиепископ Тулузы (королевство Франция);
- Файди д’Эгрефой, O.S.B., епископ Авиньона (королевство Франция);
- Эмерик де Маньяк, епископ Парижа (королевство Франция);
- Жак де Ментонэ, капеллан антипапы Климента VII (Авиньонское папство);
- Амедео ди Салуццо, епископ Валанса и Дьё (королевство Франция);
- Пьер Эслен де Монтегю, O.S.B., епископ Лаона (королевство Франция);
- Уолтер Уордлоу, епископ Глазго (королевство Шотландия);
- Жан де Нёфшатель, епископ Тюля (королевство Франция);
- Пьер де Фетиньи, апостольский протонотарий (Авиньонское папство).

## Консистория от 15 апреля 1384 года
- Петр Люксембургский, епископ Меца (королевство Франция).[2]

## Консистория от 12 июля 1385 года
- Бертран де Шанак, титулярный латинский патриарх Иерусалима (Авиньонское папство);
- Томмазо Амманнати, архиепископ Неаполя (Неаполитанское королевство);
- Джованни Пьячентини, епископ Кастелло (Венецианская республика);
- Эмёри де Лотрек, C.R.S.A., епископ Комменжа (королевство Франция);
- Жан де Муроль, епископ Сен-Поль-Труа-Шато (королевство Франция);
- Жан Роллан, епископ Амьена (королевство Франция);
- Жан Алларме де Броньи, епископ Вивье (королевство Франция);
- Пьер де Тюри, епископ Мальезе (королевство Франция).

## Консистория от января 1387 года
- Хайме Арагонский, архиепископ Валенсии (королевство Арагон).

## Консистория от 3 ноября 1389 года
- Жан де Таларю, архиепископ Лиона (королевство Франция).

## Консистория от 21 июля 1390 года
- Мартин де Сальба, епископ Памплоны (королевство Наварра).

## Консистория от 17 октября 1390 года
- Жан Фландрен, архиепископ Оша (королевство Франция);
- Пьер Жирар, епископ Пюи (королевство Франция).

## Консистория от 17 апреля 1391 года
- Гийом де Вержи, архиепископ Безансона (королевство Франция).

## Консистория от 23 января 1394 года
- Педро Фернандес де Фриас, епископ Осмы (королевство Кастилия).